# Wiesenbek
Der Wiesenbek-Bach ist der längste Zufluss des Wiesenbeker Teichs östlich von Bad Lauterberg, er mündet nach ca. 6 km in Bad Lauterberg in die Oder.

## Verlauf
Das Gewässer entspringt im Grillental ca. 1 km südlich der Odertalsperre, durchfließt den Wiesenbeker Teich, unterquert in Höhe der Klinik Muschinsky den Hüttengraben und mündet nach 2 km in der Verlängerung der Wiesenbekstraße in die Oder in Bad Lauterberg, die ihrerseits in Rhume und Leine mündet.
Auf der topografischen Karte des Landesamtes für Geoinformation und Landesvermessung Niedersachsen (LGLN)  lässt sich der Flusslauf in nordöstlicher Richtung bis ins Grillental auf ca. 540 m Höhe südwestlich des Quitschenkopfes verfolgen.
Ein weiterer Zufluss zum Wiesenbeker Teich und zum Wiesenbek-Bach erfolgt aus nordnordöstlicher Richtung aus dem Langental parallel zum südlichen Teil des Düstertalwegs.
Im Gewässergütebericht des Niedersächsischen Landesbetriebs für Wasserwirtschaft, Küsten- und Naturschutz (NLWKN) von 2003 wird der Wiesenbek-Bach als ein sommerkühles Fließgewässer (z. B. mit einer Temperatur von 14,3 °C im September 2000) der Gewässergüteklasse I–II eingeordnet. Die Leitfähigkeit wurde mit 148 μS/cm ermittelt und das Wasser damit als sehr elektrolytarm (salzarm) eingestuft.